# 캄보디아 경찰 축구단
캄보디아 경찰 축구단은 캄보디아의 축구단이다. 현재 C리그에 참가하고 있다.

## 우승
- C리그: 2000
- 훈센컵: 2014

## 선수 명단

### 현역
참고: FIFA 자격 규정에 따라 소속된 국가대표팀 국기를 표시합니다. 선수는 복수의 FIFA 비회원국 국적을 가지고 있을 수 있습니다.
| 번호 | 포지션 | 국적 | 이름 |
| ---- | ------ | ---- | ---- |

| 번호 | 포지션 | 국적 | 이름 |
| ---- | ------ | ---- | ---- |